# Vadim Belobrovtsev
Vadim Belobrovtsev (ros. Вадим Белобровцев, pol. Wadim Biełobrowcew; ur. 11 maja 1978 w Tallinnie) – estoński dziennikarz, samorządowiec i polityk narodowości rosyjskiej. W latach 2017–2023 wicemer Tallinna, od 2023 poseł do Riigikogu. 

## Życiorys
W 1996 roku ukończył 52 szkołę średnią w dzielnicy Mustamäe. W 2000 roku został absolwentem studiów prawniczych w Międzynarodowym Uniwersytecie Concordia (Concordia International University Estonia). W 2010 ukończył Estońską Szkołę Dyplomatyczną.
W latach 2000–2003 pracował jako redaktor rosyjskojęzycznej wersji estońskiego portalu Delfi, następnie zaś współpracował z gazetą „Estonija” (2003–2004). Od 2004 do 2007 był dziennikarzem Pierwszego Bałtyjskiego Kanału. W 2007 zaangażował się w politykę, przystąpił do Partii Socjaldemokratycznej. W styczniu 2008 został rzecznikiem prasowym SDE. W latach 2009–2010 pełnił stanowisko zastępcy burmistrza dzielnicy Mustamäe. Jesienią 2010 sprawował z ramienia SDE funkcję wicemera Tallinna. W wyborach w 2011 i 2015 bez powodzenia ubiegał się o mandat posła do Riigikogu XII i XIII kadencji. 
Od 2011 stał na czele oddziału partii w dzielnicy Lasnamäe. W styczniu 2014 został ponownie wybrany na to stanowisko. W wyborach w 2013 z powodzeniem ubiegał się o mandat radnego Tallinna. Był także kandydatem SDE na przewodniczącego rady miejskiej, w przypadku przegranej centrystów Edgara Savisaara.
W maju 2015 roku opuścił Partię Socjaldemokratyczną i związał się z Estońską Partią Centrum. Został burmistrzem dzielnicy Kristiine. Jesienią 2017 wybrano go ponownie na wicemera Tallinna. W 2021 uzyskał reelekcję na to stanowisko. Funkcję wicemera Tallinna sprawował do wiosny 2023, objął wówczas mandat posła do Zgromadzenia Państwowego z listy centrystów. Wcześniej kilka razy bez powodzenia ubiegał się o stanowisko parlamentarzysty. Wiosną 2023 roku zdecydował również, że pozostanie członkiem rady miejskiej Tallinna.
Obok Jevgenija Ossinovskiego i Stanislava Tšerepanova był jednym z działaczy SDE reprezentujących mniejszość rosyjską, często wypowiadających się na tematy dotyczące estońskich Rosjan. Obecnie zasiada w zarządzie Estońskiej Partii Centrum. 